# Payena lamii
Payena lamii A.Bruggen, 1958 è una pianta appartenente alla famiglia delle Sapotacee, endemica del Borneo.

## Descrizione
Essa cresce fino ad un'altezza di 15 m con un tronco di diametro fino a 20 cm. I frutti sono ellissoidali, lunghi fino a 3 cm.

## Distribuzione e habitat
P. lamii è endemica della parte malese dell'isola del Borneo (Sarawak).
Il suo habitat è quello delle foreste paludose ad altezze che vanno dal livello del mare fino a 250 m s.l.m..

## Conservazione
La Lista rossa IUCN classifica Payena lamii come specie in pericolo di estinzione (Endangered).